# Пазелинка
Пазели́нка — река в Удмуртии, левый приток реки Иж. Полностью протекает по территории городского округа Ижевска: сначала по территории Индустриального, а после — Октябрьского района, впадая в Ижевский пруд. Правый приток — Игерманка. Длина реки — 12,8 км.

## Данные водного реестра
По данным государственного водного реестра России относится к Камскому бассейновому округу, водохозяйственный участок реки — Иж от истока и до устья, речной подбассейн реки — бассейны притоков Камы до впадения Белой. Речной бассейн реки — Кама.
Код объекта в государственном водном реестре — 10010101212111100027033.

## Галерея
- Пазелинка у впадения в Ижевский пруд